# Среднеевропейский экзархат
Среднеевропе́йский Экзарха́т (нем. Mitteleuropäische Exarchat) — каноническое подразделение Русской Православной Церкви, существовавшее в 1946—1948 и 1960—1990 годах. Объединяло епархии и приходы на территории ФРГ, ГДР и Австрии.

## История
Среднеевропейский экзархат был образован 21 октября 1946 года, а его главой указом патриарха Алексия I был назначен архиепископ Венский Сергий (Королёв). Экзархат включал в себя православные приходы Московского Патриархата, действовавшие на территории Австрии и Германии.
16 ноября 1948 года Среднеевропейский экзархат был упразднён.
Восстановлен 30 июня 1960 года с центром в Берлине. Экзархи носили титул Берлинских и Среднеевропейских.
Решением Архиерейского Собора от 30—31 января 1990 года, в числе прочих зарубежных Экзархатов РПЦ, Среднеевропейский экзархат был упразднён, а входившие в него епархии подчинены Патриарху и Синоду, то есть непосредственно Отделу внешних церковных сношений.

## Экзархи
- Сергий (Королёв) (21 октября 1946 — 17 ноября 1948)
- Иоанн (Вендланд) (30 июня 1960 — 16 июня 1962)
- Филарет (Денисенко) (16 июня — 10 октябрь 1962) и. о., еп. Лужский
- Сергий (Ларин) (10 октября 1962 — 20 мая 1964)
- Киприан (Зёрнов) (20 мая 1964 — 23 июля 1966)
- Ионафан (Кополович) (23 июня 1966 — 7 октября 1967) и. о., еп. Тегельский
- Владимир (Котляров) (7 октября 1967 — 1 декабря 1970)
- Леонтий (Гудимов) (1 декабря 1970 — 18 апреля 1973)
- Филарет (Вахромеев) (18 апреля 1973 — 10 октября 1978)
- Мелхиседек (Лебедев) (10 октября 1978 — 26 декабря 1984)
- Феодосий (Процюк) (26 декабря 1984 — 29 июля 1986)
- Герман (Тимофеев) (29 июля 1986 — 30 января 1990)

## Епархии[3]
- Баденская и Баварская (1971—1990)
- Берлинская (1946—1948, 1960—1990)
- Венская и Австрийская (1946—1948, 1962—1990)
- Дюссельдорфская (1971—1992)
- Северогерманская (1970—1971)
- Западногерманское (Мюнехенское) викариатство (1966—1971)
- Лужское викариатство (июнь — ноябрь 1962)
- Тегельское викариатство (1965—1966)